# استرداد

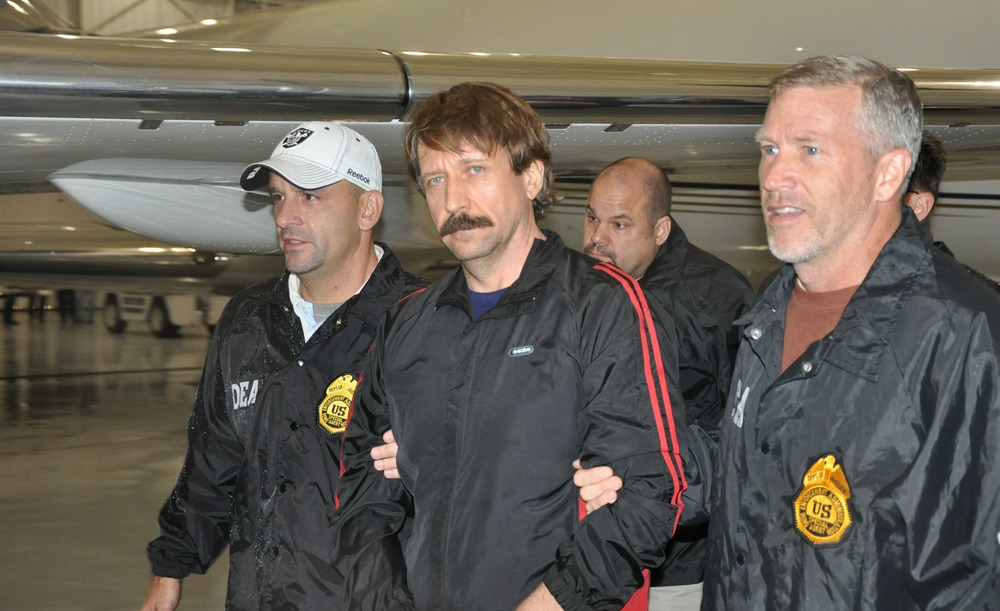
ویکتور بوت با هواپیمای اداره مبارزه با مواد مخدر به ایالات متحده مسترد شد.

استرداد عبارت است از عمل باز پس دادن بزهکار یا متهم به جرم توسط یک دولت به دولت دیگری که شخص متهم به بزهکاری در قلمرو آن است. از آنجا که در این مورد هیچ قانون بین‌المللی‌ای وجود ندارد، دولت‌ها قراردادهای بسیار در این باب با یکدیگر بسته‌اند و موارد استرداد را معین کرده‌اند. در این قراردادها پیش‌بینی می‌شود که متهمان یا محکومان، به‌جز بزهکاران سیاسی، باز پس داده می‌شوند. بزهکاران سیاسی، بر طبق قوانین بین‌المللی، «پناهنده» به‌شمار آمده و از حقوق پناهندگی بهره‌ور می‌شوند.